# Francis Fulton-Smith
Francis Fulton-Smith (Monaco di Baviera, 25 aprile 1966) è un attore tedesco, attivo soprattutto in campo televisivo.

## Biografia
Francis Fulton-Smith è nato a Monaco, Germania, nel 1966, figlio di madre tedesca e padre inglese. È sposato con l'attrice Verena Klein. È principalmente noto per il suo ruolo nella serie televisiva Le indagini di padre Castell.

## Filmografia

### Cinema
- Wenn ich mich fürchte, regia di Christian Rischert (1984) - non accreditato
- Madame Bäurin, regia di Franz Xaver Bogner (1993)
- Ich begehre dich, regia di Peter Weck (1995)
- Diebinnen, regia di Peter Weck (1996)
- Kabel und Liebe, regia di Konrad Sabrautzky (1997)
- Schmetterlinge der Nacht, regia di Andreas Lechner (1999)
- Baltic Storm, regia di Reuben Leder (2003)
- Günstige Prognose, regia di Peter Ladkani - cortometraggio (2007)
- 80 Minutes, regia di Thomas Jahn (2008)
- Der Film deines Lebens, regia di Sebastian Goder (2011)
- Er und Sie, regia di Marco Gadge - cortometraggio (2015)
- Schweinskopf al dente, regia di Ed Herzog (2016)
- Grießnockerlaffäre, regia di Ed Herzog (2017)
- Irgendwer, regia di Marco Gadge - cortometraggio (2017)

### Televisione
- L'ispettore Derrick (Derrick) – serie TV, episodi 11x03-20x09 (1984-1993)
- Il caso Horn (Das Schicksal der Lilian H.), regia di Marijan David Vajda – film TV (1993)
- Schade um Papa – serie TV, episodi 1x09-1x10-1x13 (1995)
- Attenti a quei tre (Die Drei) – serie TV, episodio 1x16 (1996)
- Ärzte - serie TV, episodio 4x02 (1996)
- Peccato di una notte (Sünde einer Nacht), regia di Michael Keusch – film TV (1996)
- Die Geliebte – serie TV, episodio 1x09 (1996)
- Deutschlandlied – miniserie TV (1996)
- Gestohlenes Mutterglück, regia di Wolfgang Mühlbauer – film TV (1997)
- Der Kindermord, regia di Bernd Böhlich – film TV (1997)
- Faust – serie TV, episodio 4x03 (1997)
- Betrogen - Eine Ehe am Ende, regia di Hans Hanck e Dietrich Haugk – film TV (1997)
- Einsatz Hamburg Süd – serie TV, episodio 1x05 (1997)
- La babysitter (Die Babysitterin - Schreie aus dem Kinderzimmer), regia di Michael Keusch – film TV (1997)
- Dein Tod ist die gerechte Strafe, regia di Wolfgang Mühlbauer – film TV (1997)
- Der dreckige Tod, regia di Michael Mackenroth – film TV (1998)
- Gehetzt - Der Tod im Sucher, regia di Joe Coppoletta – film TV (1998)
- Das Finale, regia di Sigi Rothemund – film TV (1998)
- Il cuore e la spada – miniserie TV, 2 puntate (1998)
- Der Schandfleck, regia di Julian Pölsler – film TV (1999)
- Café Meineid – serie TV, episodi 4x08-8x03 (1995-2000)
- Mutter wider Willen, regia di Karola Hattop – film TV (2000)
- HeliCops (HeliCops - Einsatz über Berlin) – serie TV, episodio 3x04 (2001)
- Der Club der grünen Witwen, regia di Udo Witte – film TV (2001)
- Hässliche Vaterliebe... und ihre Lippen schweigen, regia di Udo Witte – film TV (2001)
- Die Pferdefrau, regia di Gabi Kubach – film TV (2001)
- Ein Geschenk der Liebe, regia di Dagmar Damek – film TV (2001)
- Wolff, un poliziotto a Berlino (Wolffs Revier) – serie TV, episodi 6x12-8x05-10x08 (1998-2002)
- Klinikum Berlin Mitte - Leben in Bereitschaft – serie TV, 39 episodi (2000-2002)
- Gefühle im Sturm, regia di Anna Justice – film TV (2002)
- Drei mit Herz – serie TV, episodi 2x10-2x12-2x13 (2002)
- Alicia! – miniserie TV, 3 puntate (2002)
- Club der Träume - Türkei, Marmaris, regia di Berno Kürten – film TV (2003)
- Club der Träume - Mexiko, Yucatan, regia di Berno Kürten – film TV (2003)
- Tierärztin Dr. Mertens, regia di Karola Hattop – film TV (2003)
- Die Kinder meiner Braut, regia di Gabi Kubach – film TV (2004)
- Geerbtes Glück, regia di Heidi Kranz – film TV (2004)
- Ich werde immer bei euch sein, regia di Markus Fischer – film TV (2004)
- Der Bulle von Tölz – serie TV, episodio 11x02 (2004)
- Ein Paradies für Tiere, regia di Peter Weissflog – film TV (2005)
- Die Landärztin – serie TV, episodio 1x01 (2005)
- Un sogno sotto l'albero (Lauras Wunschzettel), regia di Gabi Kubach – film TV (2005)
- L'anello dello straniero (Barbara Wood - Das Haus der Harmonie), regia di Marco Serafini – film TV (2005)
- SOKO - Misteri tra le montagne (SOKO Kitzbühel) – serie TV, episodi 2x06-5x03 (2003-2005)
- La vendetta di Julia (Lieben und Töten), regia di Wolf Gremm – film TV (2006)
- Unter den Linden - Das Haus Gravenhorst – serie TV, 4 episodi (2006)
- Segui il tuo cuore (Folge deinem Herzen), regia di Peter Sämann – film TV (2006)
- Vaterherz, regia di Gabi Kubach – film TV (2007)
- Ein Paradies für Pferde, regia di Peter Weissflog – film TV (2007)
- Die Spezialisten: Kripo Rhein-Main – serie TV, 8 episodi (2007)
- Veleni a Guguleto (Für immer Afrika), regia di Peter Sämann – film TV (2007)
- Die Gustloff, regia di Joseph Vilsmaier – film TV (2008)
- L'alba di un giorno nuovo (Afrika im Herzen), regia di Peter Sämann – film TV (2008)
- 30 Karat Liebe, regia di John Delbridge – film TV (2009)
- Un caso d'amore (Ein Fall von Liebe), regia di Jorgo Papavassiliou – film TV (2009)
- Due papà, nemici amici (Baby frei Haus), regia di Franziska Meyer Price – film TV (2009)
- Kommissar LaBréa – miniserie TV, 3 puntate (2009-2010)
- Le indagini di padre Castell (Ihr Auftrag, Pater Castell) – serie TV, 14 episodi (2008-2010)
- Dream Hotel (Das Traumhotel) – serie TV, episodio 1x15 (2011)
- Squadra Speciale Cobra 11 (Alarm für Cobra 11 – Die Autobahnpolizei) – serie TV, episodio 15x08 (2011)
- FunnyMovie – serie TV, episodio 2x02 (2011)
- Un caso d'inganni (Ein Fall von Liebe - Saubermänner), regia di Jorgo Papavassiliou – film TV (2011)
- Omicidio in prima serata (Lindburgs Fall), regia di Franziska Meyer Price – film TV (2011)
- Die Rosenheim-Cops – serie TV, episodi 4x16-11x12 (2005-2011)
- Liebe und Tod auf Java, regia di Heidi Kranz – film TV (2011)
- Küstenwache – serie TV, episodio 15x24 (2012)
- Un caso per due (Ein Fall für zwei) – serie TV, episodio 32x02 (2012)
- Willkommen in Kölleda, regia di Andi Niessner – film TV (2012)
- Die Garmisch-Cops – serie TV, episodio 1x01 (2012)
- Der Bergdoktor - Virus, regia di Dirk Pientka – film TV (2012)
- Kripo Holstein - Mord und Meer – serie TV, episodio 1x06 (2013)
- Hubert ohne Staller – serie TV, episodio 3x04 (2013)
- In aller Freundschaft – serie TV, 10 episodi (2013-2014)
- Squadra Speciale Colonia (SOKO Köln) – serie TV, episodi 1x07-10x24 (2003-2014)
- Die Spiegel-Affäre, regia di Roland Suso Richter – film TV (2014)
- Un caso di famiglia (Ein Fall von Liebe - Annas Baby), regia di Jorgo Papavassiliou – film TV (2014)
- Der gute Göring, regia di Kai Christiansen – film TV (2016)
- Der Staatsanwalt – serie TV, episodio 11x03 (2016)
- Der Athen Krimi - Trojanische Pferde, regia di Marc Brummund – film TV (2016)
- Casi d'amore (Ein Fall von Liebe) – serie TV, 16 episodi (2014-2016)
- SOKO Wismar – serie TV, episodi 8x21-14x06 (2012-2016)
- Rosamunde Pilcher – serie TV, episodi 1x50-1x122-1x139 (2003-2017)
- Il commissario Köster (Der Alte) – serie TV, episodi 39x05-41x07 (2015-2017)
- Gift, regia di Daniel Harrich – film TV (2017)
- Der Traum von der neuen Welt – serie TV (2017)
- Mata Hari: Tanz mit dem Tod, regia di Kai Christiansen – film TV (2017)
- Squadra Speciale Stoccarda (SOKO Stuttgart) – serie TV, episodi 3x11-9x01 (2011-2017)
- 2000: La nave dei sogni (Das Traumschiff) – ep. "Las Vegas" – serie televisiva
- 2002: Tatort (TV-Reihe)
- 2003–2011: Familie Dr. Kleist – serie televisiva
- 2004: SOKO 5113 (TV-Serie)
- 2006: La nave dei sogni (Das Traumschiff) – episodio "Shanghai" (serie TV)
- 2011: La nave dei sogni (Das Traumschiff) – Spezial  – episodio "USA/Brasile" – serie televisiva
- Volevamo andare lontano - Bella Germania (Bella Germania) – miniserie TV, 3 episodi (2019)